# سرخسية
سرخسية أو البَسْفَايَجِيَّة (الاسم العلمي: Polypodiaceae) هي فصيلة من السراخس تتبع رتبة السرخسيات من طائفة السراخس.

## أسر
تضم أسرتين هما:
- سرخساوات (الاسم العلمي: Polypodioideae)
- (الاسم العلمي: Platycerioideae)

## أجناس
- سرخس
- (الاسم العلمي: Caobangia)
- (الاسم العلمي: Gymnogrammitis)
- (الاسم العلمي: Kontumia )
- (الاسم العلمي: Pleurosoriopsis)

### مجموعة الخيطانيات "grammitids"
- (الاسم العلمي: Acrosorus)
- (الاسم العلمي: Calymmodon)
- (الاسم العلمي: Ceradenia)
- (الاسم العلمي: Chrysogrammitis )
- (الاسم العلمي: Ctenopteris)
- (الاسم العلمي: Grammitis)
- (الاسم العلمي: Adenophorus)
- (الاسم العلمي: Cochlidium)
- (الاسم العلمي: Enterosora )
- (الاسم العلمي: Lomaphlebia)
- (الاسم العلمي: Melpomene)
- (الاسم العلمي: Micropolypodium )
- (الاسم العلمي: Prosaptia)
- (الاسم العلمي: Scleroglossum)
- (الاسم العلمي: Lellingeria )
- (الاسم العلمي: Luisma )
- (الاسم العلمي: Terpsichore )
- (الاسم العلمي: Themelium )
- (الاسم العلمي: Zygophlebia)